# Ян Франек
Ян Франек (чеськ. Jan Franek; 14 квітня 1960, Ґбеляни, Жиліна) — чехословацький боксер, призер Олімпійських ігор 1980.
Ян Франек — старший брат Міхала Франека, боксера, призера чемпіонатів Європи.

## Спортивна кар'єра
На Олімпійських іграх 1980, за відсутності на Олімпіаді через бойкот ряду команд західних та ісламських країн, Ян Франек досяг найбільшого успіху в своїй спортивній кар'єрі — виграв бронзову медаль. Він переміг трьох суперників на шляху до півфіналу, в якому програв Армандо Мартінесу (Куба) — RSC.
На чемпіонатах Європи 1981 та 1983 програвав у першому бою.
На чемпіонаті Європи 1985 виступав у категорії до 75 кг і знов вибув після першого бою.
Протягом 1991—1992 років провів 8 боїв на професійному рингу, в яких здобув 2 перемоги і зазнав 6 поразок.